# Asura esmia
Asura esmia là một loài bướm đêm thuộc phân họ Arctiinae, họ Erebidae.